# Werderaner Wachtelberg
Der Werderaner Wachtelberg ist eine 6,5 Hektar große Weinlage im Stadtgebiet von Werder/Havel im Land Brandenburg. Sie gehört zum Bereich Mansfelder Seen im Anbaugebiet Saale-Unstrut. Sie war bis zur Änderung des Deutschen Weingesetzes 2021 eine der nördlichsten eingetragenen Lagen für Qualitätsweinanbau (QbA) in der Bundesrepublik Deutschland. Die neuen gesetzlichen Regelungen gelten verbindlich ab dem Weinjahrgang 2026. Die Qualität der Weine wird nunmehr aufgrund ihres „Terroirs“, der Herkunft und den vor Ort spezifischen Bedingungen bestimmt. Das umfasst sowohl Klima, Boden als auch Lage. Wichtig ist dabei die Wertigkeit der Kulturlandschaft Brandenburg herauszuheben, welches die Weine aus der Umgebung von Werder von anderen Regionen abhebt. Eine dreigliedrige Qualitätspyramide ist zukünftig der Schlüssel für herkunftsgeprägte Weine und Sekte der Weinkultur in Brandenburg.

## Lage, Klima und Boden

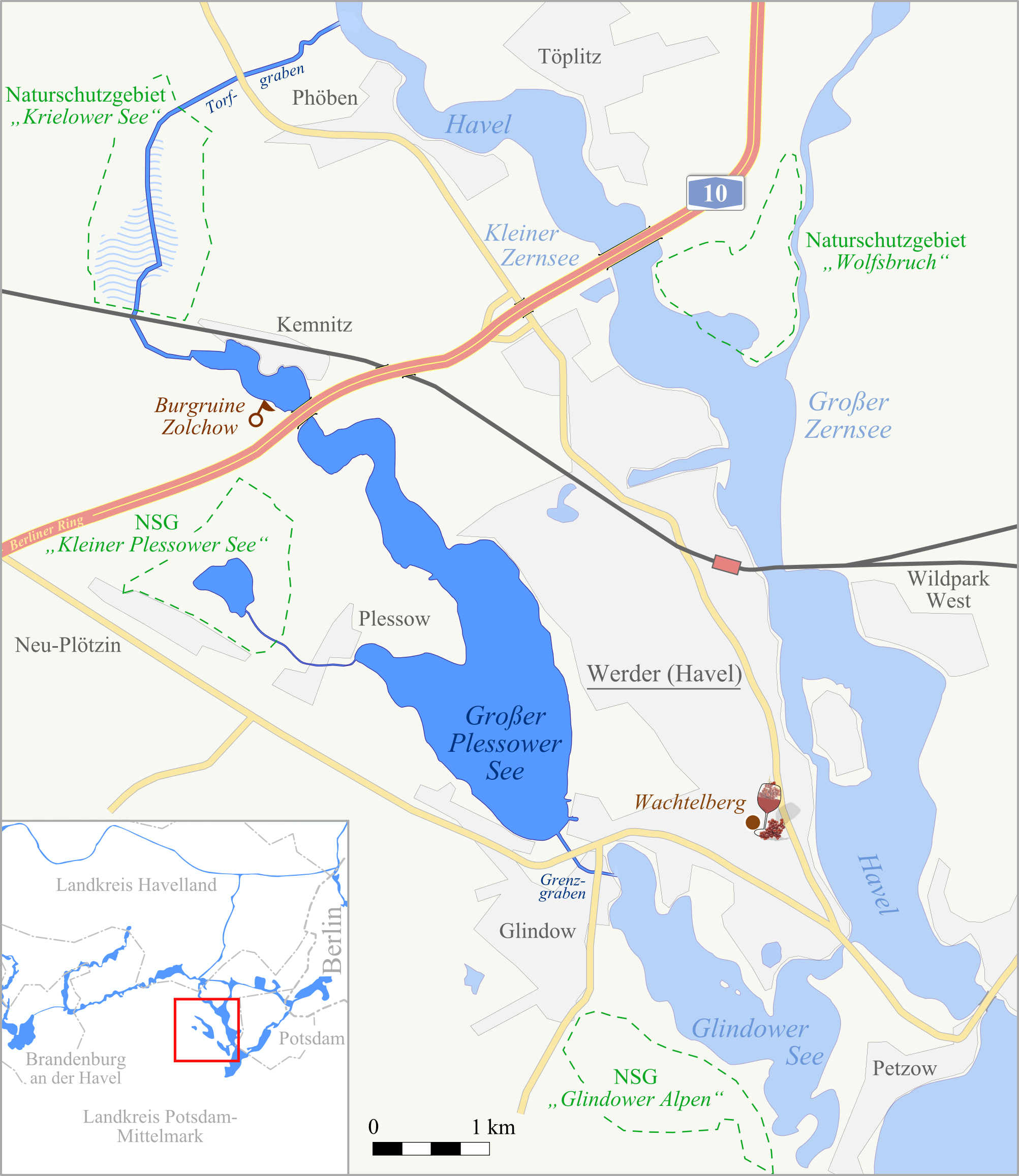
Die Weinlage im Stadtgebiet

Die Einzellage Werderaner Wachtelberg befindet sich auf einem etwa sechzig Meter hohen Hügel der von der letzten Eiszeit geprägten Landschaft Zauche, westlich der Havel. Der Höhenzug ist ein Rest einer Stauchmoräne der Weichsel-Kaltzeit, der jüngsten der in Nordeuropa und im nördlichen Mitteleuropa aufgetretenen Vergletscherungsphasen des pleistozänen Eiszeitalters.
Am Werderaner Wachtelberg herrscht ein gemäßigtes Klima, das sowohl von Norden und Westen her vom atlantischen Klima als auch vom kontinentalen Klima aus Osten beeinflusst wird. Wetterextreme wie Stürme, starker Hagel oder starke Schneefälle sind selten.
Der Temperaturverlauf entspricht ungefähr dem bundesdeutschen Durchschnitt. Die jahreszeitlichen Temperaturschwankungen sind geringer als im üblichen kontinentalen Klima, aber höher als im ausgeglicheneren Meeresklima der Küstenregionen. Die Niederschlagsmenge ist mit einer Jahressumme von 519 mm relativ gering. Die Einzellage ist von den Havelseen Schwielowsee und Großer Zernsee sowie vom Glindow-See und dem Großen Plessower See umgeben. Durch diese Lage inmitten von Seen wird in diesem Gebiet eine im Jahresdurchschnitt geringfügig höhere Temperatur gemessen. Die mittlere frostfreie Zeit wird vom 19. April bis zum 24. Oktober mit 187 Tagen angegeben.
Die Besonderheit des Weinberges liegt darin, dass die Reben auf leicht lehmigen, diluvialen Sandböden, die leicht erwärmbar sind,  wachsen. Sie haben einen Tonanteil von 3,4 Prozent und einen Kalk/Mergelanteil von 11 Prozent. Dieser Sandboden bringt milde, säurearme Weine hervor. Im Jahre 1991 wurde dieser Weinberg als „Großlagenfreie Einzellage“ in das Weinanbaugebiet Saale-Unstrut aufgenommen und durch die EU anerkannt. Der Werderaner Wachtelberg gehört weinbaurechtlich zum bestimmten Anbaugebiet Saale-Unstrut und ist unter der Nr. 11.1.5.-017 als großlagenfreie Einzellage in der Weinbergrolle eingetragen. Die Weine des größten Erzeugers wurden bis 2012 im Landesweingut von Sachsen-Anhalt „Kloster Pforta“ gekeltert und ausgebaut, seit der Lese 2012 in der eigenen Kelterei  am Plessower Eck an der Bundesstraße 1 in Werder.

## Entstehung der Rebkultur in der Mark
Die Einführung einer Weinkultur in der Mark Brandenburg war Bestandteil der deutschen Ostexpansion, die um 1125 durch König Lothar III. vorangetrieben wurde. Im Ergebnis dieser Politik errichtete Albrecht der Bär ab 1150 seine Herrschaft in Brandenburg und im Havelgau. Historische Untersuchungen belegen, dass Reben und Rebkultur aus dem Westen nach Brandenburg eingeführt wurden. Diese Einführung ist Bestandteil einer West-Ost-Ausbreitung der Rebkultur im Mittelalter im Zusammenhang mit der Ausdehnung der fränkischen und deutschen Herrschaft und der Verbreitung des Christentums in Europa. Während der gesamten Zeit des Mittelalters waren die römisch-katholische Kirche und ihre Klöster der Förderer der Weinkultur auch in der Mark Brandenburg. Die Kirche förderte den Weinanbau, weil der Wein für das Heilige Abendmahl bei der Christianisierung gebraucht wurde. Neben den fränkischen und den niederrheinisch-flämischen Siedlern haben die Zisterzienser einen entscheidenden Anteil an der Verbreitung der Rebkultur an der Havel gehabt. Dies darf als Ursprung für den Weinbau in Werder angesehen werden.
→ siehe auch: Geschichte des Weinanbaus in Deutschland

## Geschichte des Werderaner Wachtelberges

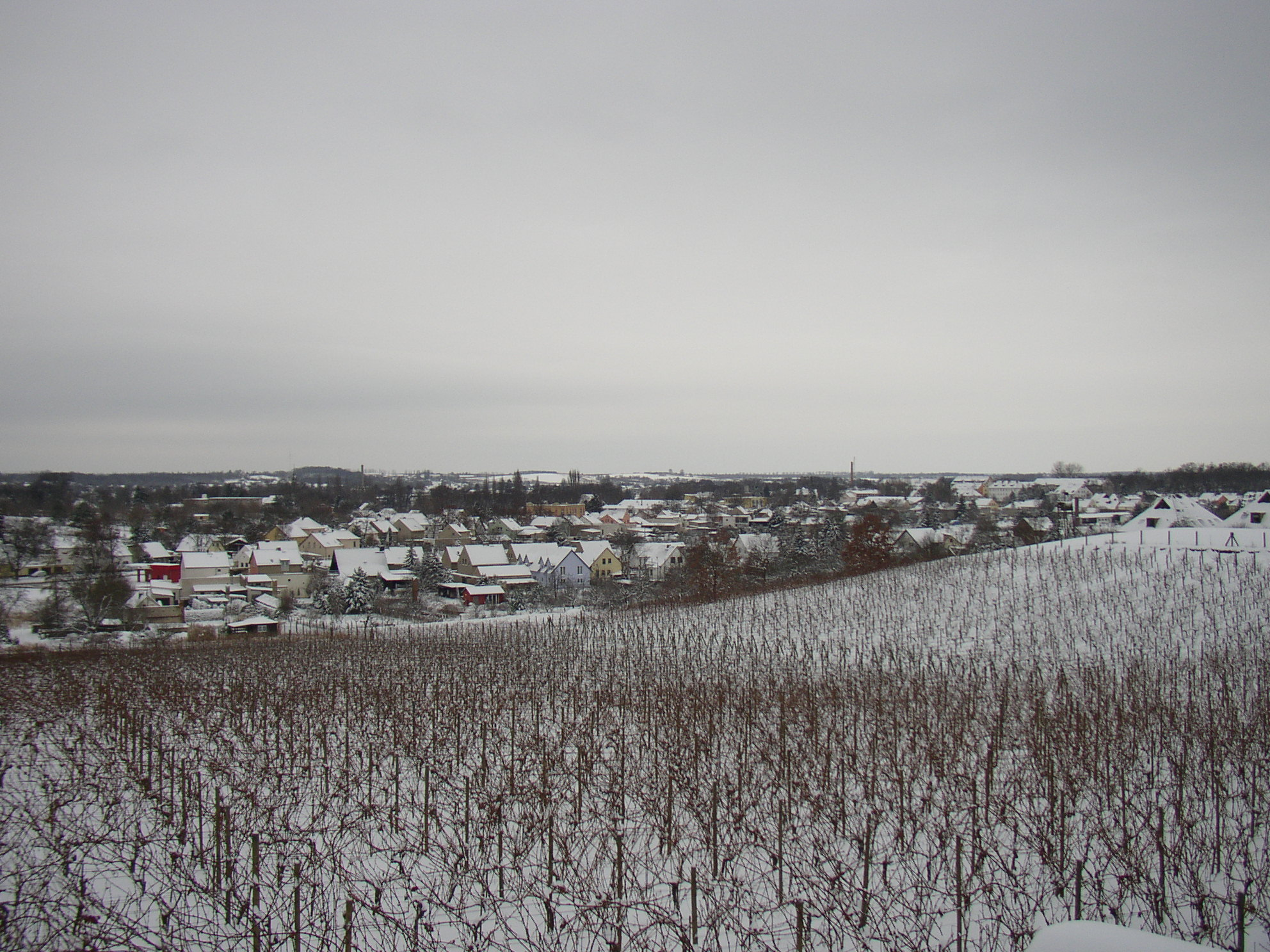
Der Weinberg am 1. Januar 2010

Der Werderaner Wachtelberg gehört zu einem der Hügel zwischen dem Lauf der Potsdamer Havel, dem Glindow-See und dem Großen Plessower See. Die von Südost nach Südwest sanft abfallenden Hänge des Berges waren im 17. und 18. Jahrhundert vollständig mit Weinreben bestockt. Schlechte Witterungsbedingungen, die schlechte Marktlage durch Verdrängungswettbewerb aufgrund der Verbesserung der Verkehrsverbindungen und daraus resultierende fallende Preise für Weine aus dem Rheingebiet verdrängten den Weinbau. Auf den bisherigen Rebflächen wurden Obstbäume gepflanzt. In den 1950er Jahren wuchsen noch Rebstöcke der Rebsorte Gutedel auf dem Wachtelberg. Viele davon sind im Winter 1955/56 erfroren, aber auch in den 1970er Jahren gab es auf dem verwilderten Berg noch einige Stöcke mit Trauben. Die Flächen waren im Besitz kleinerer Gartenbaubetriebe; sie wurden Anfang der 1960er Jahre im Zuge der Kollektivierung in Gärtnerische Produktionsgenossenschaften (GPG) unter starkem gesellschaftlichen Druck eingegliedert. Die schwierig zu bewirtschaftenden Flächen am Wachtelberg lagen bald brach. Grund war unter anderem der karge Sandboden mit geringen Erträgen in der Obstbaumkultur. Ab 1983 wurde von der Stadt Werder eine Nutzung der Brachflächen gefordert. Ein erstes Konzept sah die Anpflanzung von Sanddorn, Wildrosen und Wein vor. Im Frühjahr 1984 entschied man sich in der Stadt für die Aufrebung einer Fläche von 4,7 Hektar, um auch an die historischen Wurzeln des Weinbaus in Werder zu erinnern. Mit dieser zukunftsweisenden Grundsatzentscheidung begann die Arbeit und es begannen DDR-typische, aber lösbare Probleme. Bis 1987 wurden 17.200 Pfropfreben der Rebsorte Müller-Thurgau gesetzt, die aus Ungarn und Sachsen besorgt wurden. 3500 Betonpfähle wurden für das Drahtrahmengerüst gestellt. Im September 1987 fand die erste Weinlese auf einem Teilstück der Anlage statt. Gelesen wurden 342 Kilogramm Trauben. In der Sächsischen Winzergenossenschaft entstanden daraus 274 Flaschen Wein. Mitte September 1989 begann die erste Lese von allen Weinstöcken auf dem Wachtelberg. 22.740 Kilogramm Trauben mit einem Mostgewicht von 70° Öchsle wurden geerntet. Ein Teil der Lese wurde bereits im Staatsweingut Kloster Pforta, dem heutigen Landesweingut Kloster Pforta gekeltert.
Mit der Wiedervereinigung Deutschlands stellte sich die Frage nach Erhalt oder Beseitigung des Weinberges, galt doch automatisch das Deutsche Weinrecht. Im Dezember 1991 wurde in einem Gutachten der Landes-Lehr- und Versuchsanstalt für Landwirtschaft, Weinbau und Gartenbau Bad Kreuznach nach weinbaulicher Bewertung die Rebfläche Wachtelberg für erhaltenswert erklärt. Aufgrund seiner Einmaligkeit in der Region wurde dem Weinberg das Prädikat „schutzwürdig“ erteilt. Die Lage sei für den Weinbau geeignet und bei Temperaturverlauf und Sonnenscheindauer in der Vegetationsphase und der Jahresniederschlagsmenge gäbe es keine wesentlichen Abweichungen zu Würzburg oder Ahrweiler. Als Nachteil werden die etwas tieferen Wintertemperaturen und die damit verbundene Möglichkeit von Frostschäden, der spätere Austrieb und die kürzere Vegetationsphase genannt. Die großen Wasserflächen der Havel und die Werder umgebenden Seen bieten dagegen gute Bedingungen für ein Kleinklima, da sie temperaturausgleichend wirken. Als Besonderheit wird der Boden im Gutachten erwähnt. Es handelt sich um nahezu reinen Sandboden, der sehr leicht erwärmbar, aber sehr nährstoffarm und gering wasserspeichernd ist. 1993 stellte sich erneut die Existenzfrage des Weinberges mit der Suche nach einem neuen Eigentümer. Die in Liquidation befindliche GPG Obstproduktion Werder übergab am 28. Juni 1993 kostenlos ihr Eigentum von 17.200 Rebstöcken, dem Gerüst, dem Weinbergsgebäude und einer mehr als anderthalb Kilometer langen Zaunanlage an die Stadt Werder, die daraufhin ihr Interesse am Erhalt des Weinbergs bekundete und ihn an einen Pächter übergab. Nach Rückschlägen durch den Komplettbefall mit falschem Mehltau (Plasmopara viticola) des Weinberges und dem Verlust der Ernte 1995 und Absatzschwierigkeiten durch fehlende Erfahrung bei der Vermarktung gründete sich im November 1995 auf Initiative der Stadt und des Pächters der Verein zur Förderung des historischen Weinbaus im Raum Werder (Havel) e.V. Als neuer Pächter und Vereinsmitglied übernahm der Obstbauberater M. Lindicke im Januar 1996 den Weinberg, um mit dem Verein an die Tradition des jahrhundertealten Weinbaus an der Havel anzuknüpfen. Um den Ansprüchen an eine gleichbleibend hohe Qualität gerecht werden zu können, müssen wir auf Erntezeitpunkt, Sorten, Mengen und äußere Einflüsse flexibel reagieren können. Ein Transport des Lesegutes nach Kloster Pforta hatte erhebliche Qualitätseinbußen zur Folge. Daher entschloss sich Dr. Lindicke eine eigene Kelterei in Werder zu errichten. Diese ist seit 2012  in Betrieb und die Trauben können direkt nach der Lese selbst verarbeitet werden.
2019 wurde eine weitere 0,3 ha große Parzelle des Wachtelbergs von dem Weinbauer T. Lembke mit 1.000 Rebstöcken Solaris bestockt.

## Sortenanteile auf dem Werderaner Wachtelberg

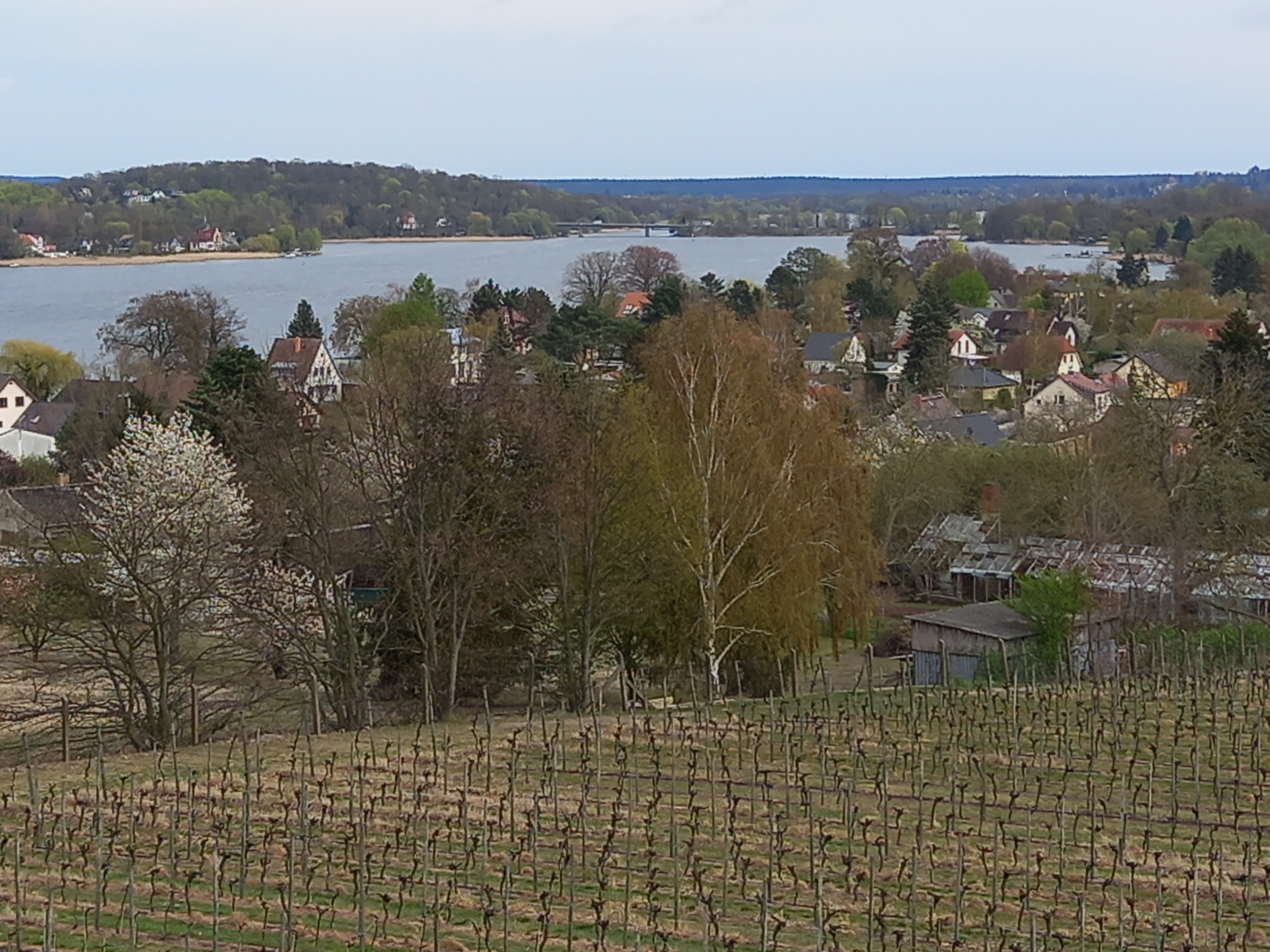
Blick vom Wachtelberg in Richtung Havel im April 2022

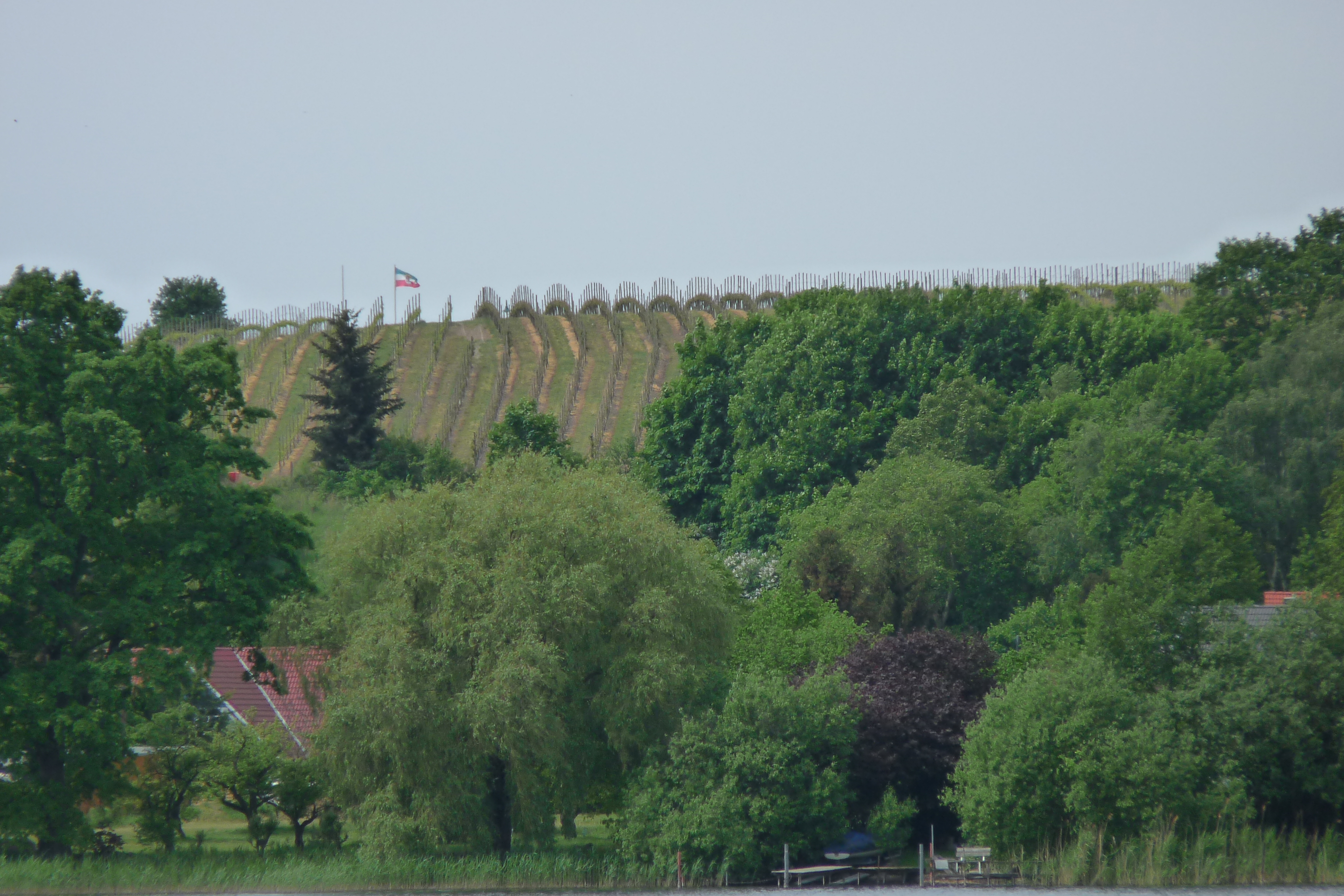
Blick von der Havel zum Wachtelberg im Mai 2009

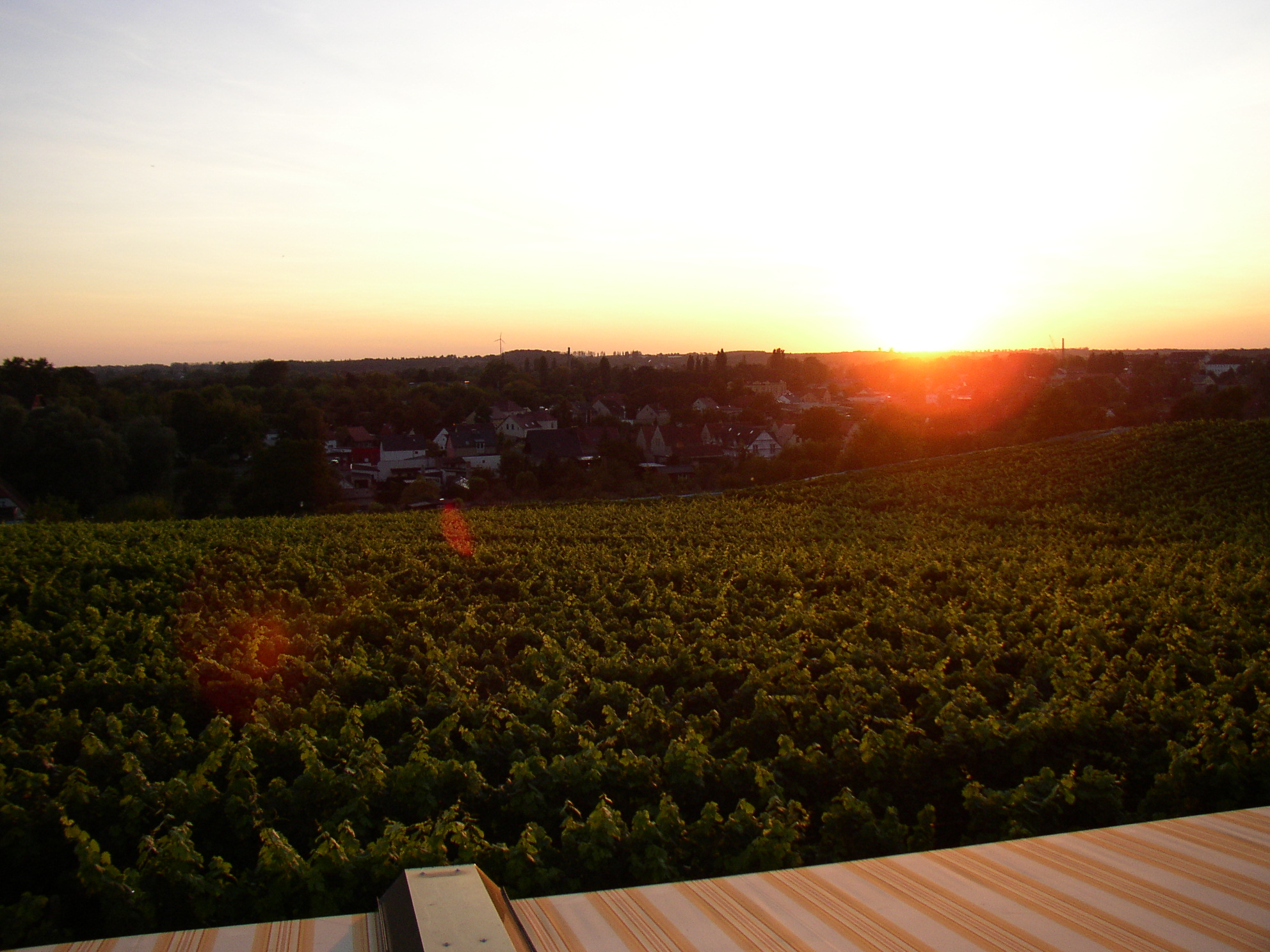
Der Westteil des Wachtelbergs im September 2009

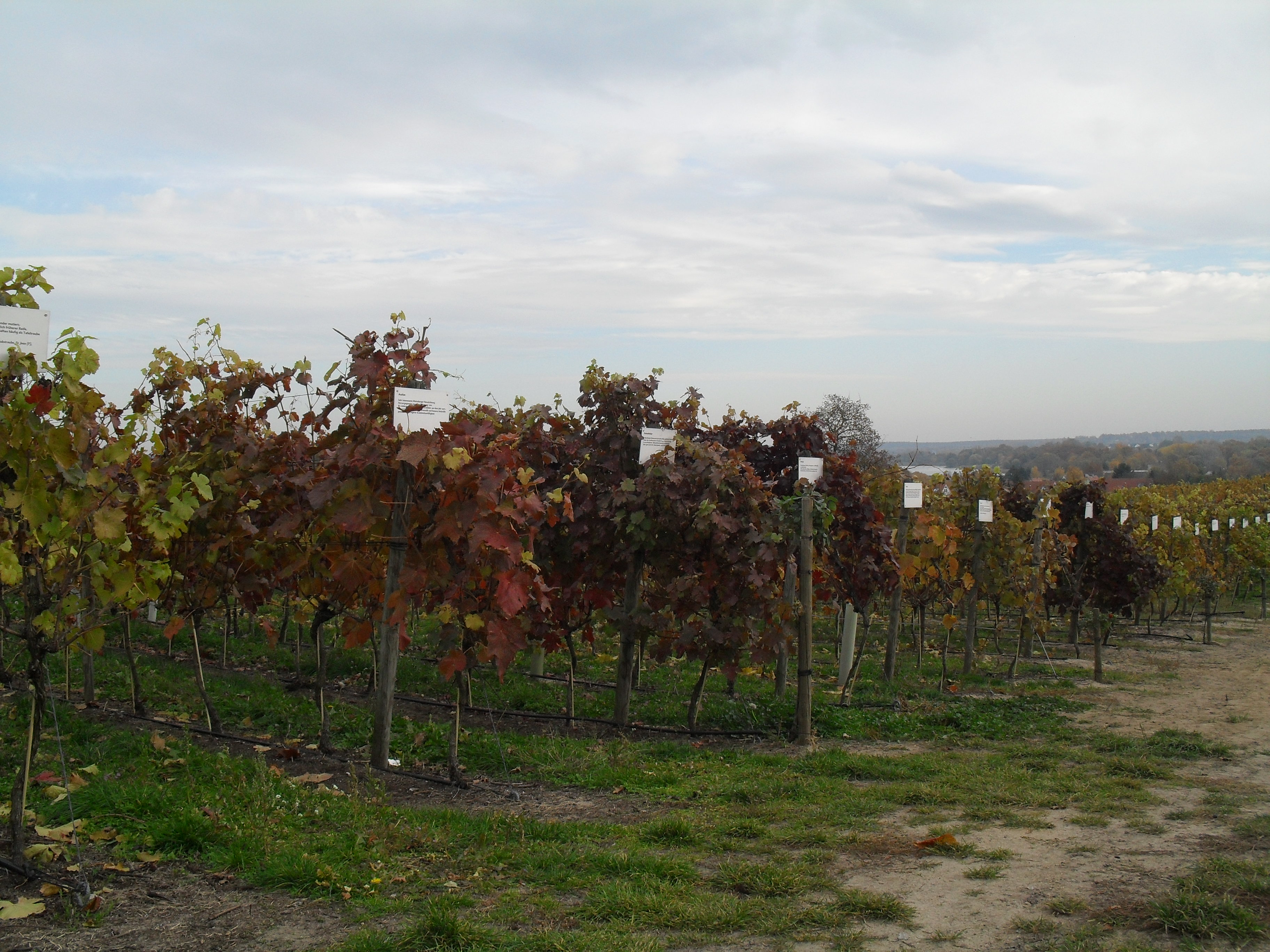
Rotweinlehrpfad auf dem Werderaner Wachtelberg

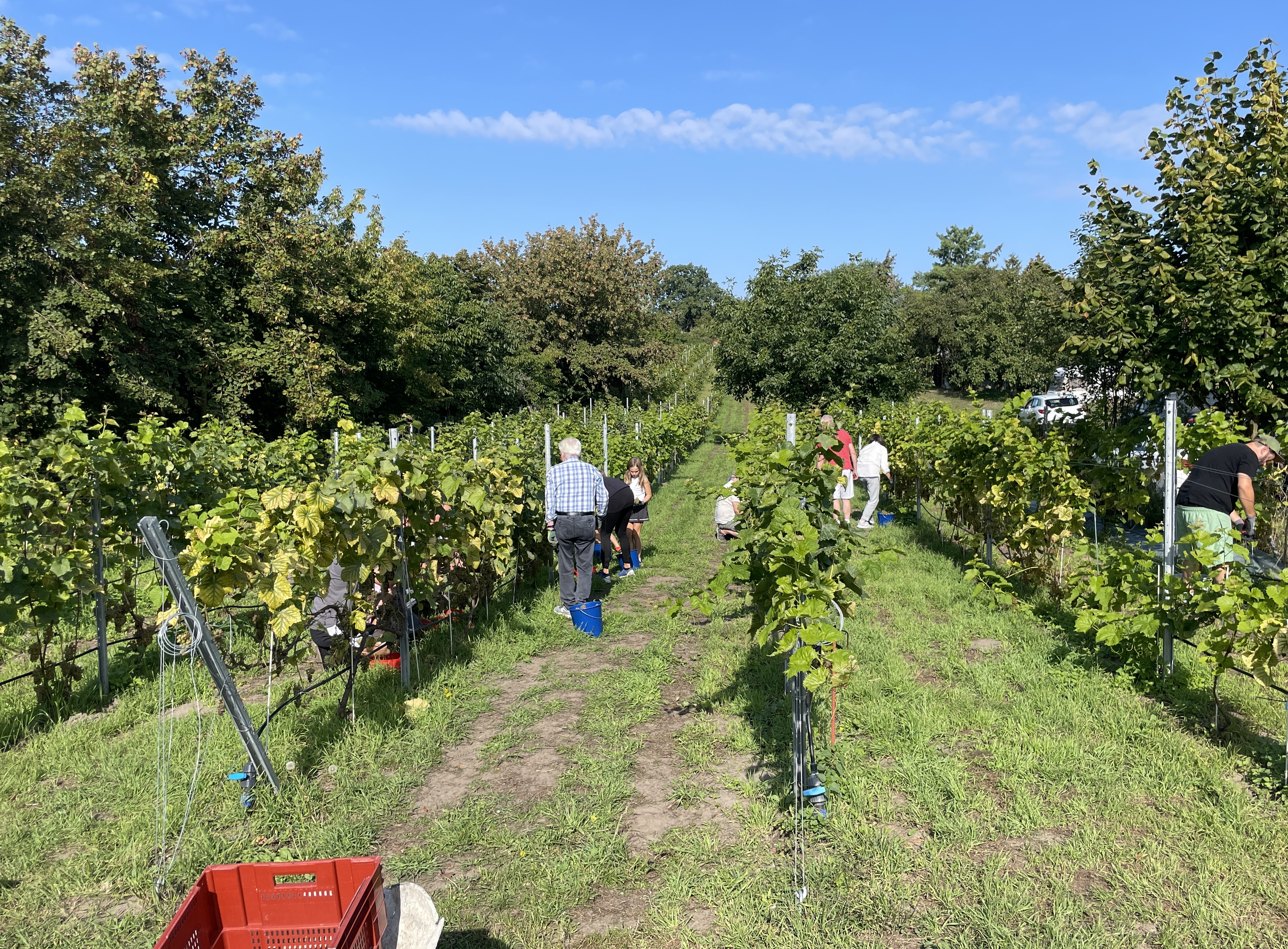
Weinlese am Wachtelberg

| Rebsorte | Anbaufläche |
| --- | ----------- |
| Regent | 1,82 ha     |
| Dornfelder | 0,68 ha     |
| Lehrpfad-rot | 0,14 ha     |
| Summe Rotwein | 2,63 ha     |
| Müller-Thurgau | 2,46 ha     |
| Saphira | 0,25 ha     |
| Kernling | 0,08 ha     |
| Solaris | 0,30 ha     |
| Sauvignon blanc | 0,44 ha     |
| Lehrpfad-weiß | 0,26 ha     |
| \| Summe Weißwein \| 3,79 ha \| \| Summe Rebfläche \| 6,42 ha \| \| nicht bestockt \| 0,07 ha \| \| Gesamtfläche \| 6,49 ha \| |             |
| Summe Weißwein | 3,79 ha     |
| Summe Rebfläche | 6,42 ha     |
| nicht bestockt | 0,07 ha     |
| Gesamtfläche | 6,49 ha     |

## Klimatabelle
|                        | Jan  | Feb  | Mär  | Apr  | Mai  | Jun  | Jul  | Aug  | Sep  | Okt  | Nov  | Dez  |   |       |
| Mittl. Temperatur (°C) | −0,9 | 0,2  | 3,7  | 8,0  | 13,2 | 16,6 | 17,9 | 17,5 | 13,9 | 9,4  | 4,2  | 0,7  | ⌀ | 8,7   |
|                        |      |      |      |      |      |      |      |      |      |      |      |      |   |       |
| Niederschlag (mm)      | 37,5 | 31,6 | 33,6 | 38,7 | 51,5 | 62,0 | 48,6 | 53,9 | 42,6 | 32,3 | 40,5 | 46,9 | Σ | 519,7 |
|                        |      |      |      |      |      |      |      |      |      |      |      |      |   |       |
| Sonnenstunden (h/d)    | 1,5  | 2,6  | 4,0  | 5,6  | 7,3  | 7,7  | 7,4  | 7,1  | 5,3  | 3,6  | 1,8  | 1,3  | ⌀ | 4,6   |

|  |

|  |

|  |

|  |

|  |

|  |

|  |

|  |

|  |

|  |

|  |

|  |

|  |

|  |

|  |

|  |

|  |

|  |

|  |

|  |

|  |

|  |

|  |

|  |

| N i e d e r s c h l a g | 37,5 | 31,6 | 33,6 | 38,7 | 51,5 | 62,0 | 48,6 | 53,9 | 42,6 | 32,3 | 40,5 | 46,9 |
|                         | Jan  | Feb  | Mär  | Apr  | Mai  | Jun  | Jul  | Aug  | Sep  | Okt  | Nov  | Dez  |

## Weitere Brandenburger Weinberge und angepflanzte Rebsorten
- Siehe Hauptartikel: Weinbau in Brandenburg